# 小行星7206
小行星7206（7206 Shiki）是一颗围绕太阳公转的小行星。1996年8月18日，中村彰正在久万高原町发现了此天体。
該小行星以日本俳人正岡子規命名。
这颗小行星的绝对星等为225.10772等。